# Margaret Stride
Margaret Stride, född 21 december 1954, är en friidrottare från Kanada. Hon deltog vid olympiska sommarspelen 1976.